# Спортивні об'єкти на літніх Олімпійських та Паралімпійських іграх 2012
Спортивні об'єкти на літніх Олімпійських та Паралімпійських іграх 2012 року здебільшого розташовані у Лондоні, деякі розташовані в інших місцевостях.

## Спортивні об'єкти
Ігри 2012 року використовують як спеціально побудовані і вже існуючі споруди, а також тимчасові об'єкти, деякі з яких розташовані в таких відомих місцях, як Гайд-парк і Площа параду кінної гвардії. У світлі проблем, які приніс Millennium Dome, малося на увазі, що після ігор не буде ніяких білих слонів. Деякі з нових об'єктів будуть повторно використані в олімпійській формі, в той час як інші будуть зменшені в розмірах, а деякі будуть перевезені в інші місця Великої Британії. Плани будівництва сприяли регенерації міського району Стратфорд на сході Лондона, який є місцем розташування Олімпійського парку, А також сусідній Нижньої долини Лі.
Більшість споруд розділені на три зони в межах Великого Лондона: Олімпійська, Річкова і Центральна зони. На додаток до них виділяють в окрему категорію споруди за межами Великого Лондона.
Міжнародний олімпійський комітет відзначив, що на момент подачі заявки не були закінчені необхідні переговори для забезпечення використання футбольних стадіонів Олд Траффорд і Вілла Парк. Так само були підкреслені можливі проблеми з Олімпійським парком, але було заявлено, що не очікується, що це викличе «невиправдані затримки термінів будівництва».
Олімпійська зона охоплює всі споруди на площі в два квадратних кілометри Олімпійського парку королеви Єлизавети в Стратфорді. Цей парк був розбитий на місці звалища і промислових підприємств в семи хвилинах їзди від центру Лондона на олімпійському потязі Javelin.

### Назви споруд
МОК має ряд власних блакитних фішок — спонсорів Олімпійських ігор, які мають виняткові права на назви асоційовані з Олімпіадою. Як наслідок, будь-яка інша компанія, яка надає спонсорство не має права використовувати своє ім'я і бренд під час ігор у складі назв будь-яких олімпійських споруд. Як наслідок, три олімпійських об'єкта були тимчасово перейменовані на час проведення ігор:
- O2 арена — «Північна арена Гринвіча»

- Спортс-Директ арена — «Сент-Джеймс-парк»

- Рікох арена (англ.) рос. — «Стадіон міста Ковентрі»

- Дорн-Лейк — «Ітон-Дорн»

Ігри 2012 року прийме безліч нових та добре відомих спортивних об'єктів Великої Британії. Більшість об'єктів знаходяться у Великому Лондоні. Вони розташовані у 3-х зонах: Олімпійська зона, Річкова зона і Центральна зона.

### Олімпійська зона

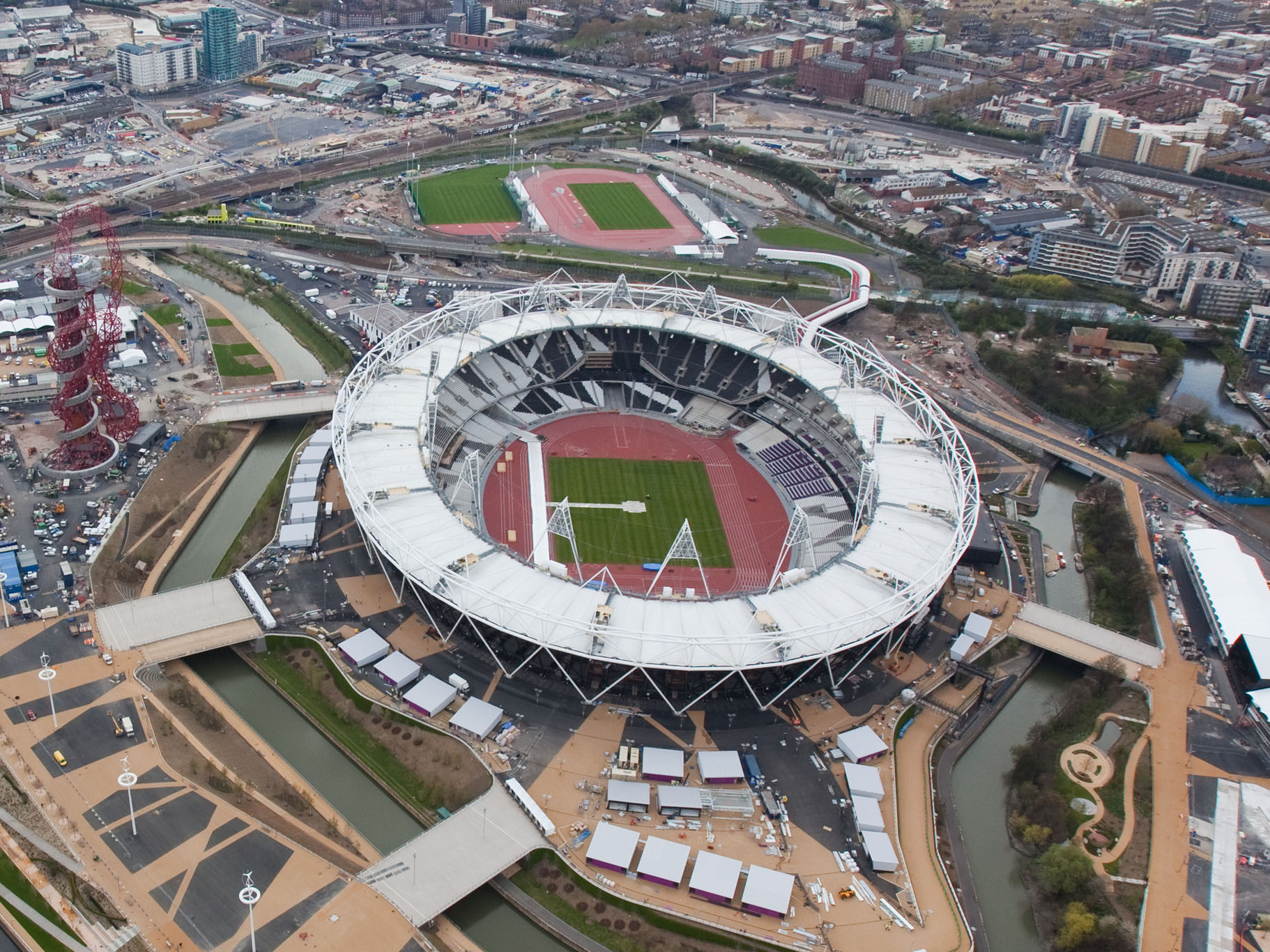
Олімпійський стадіон

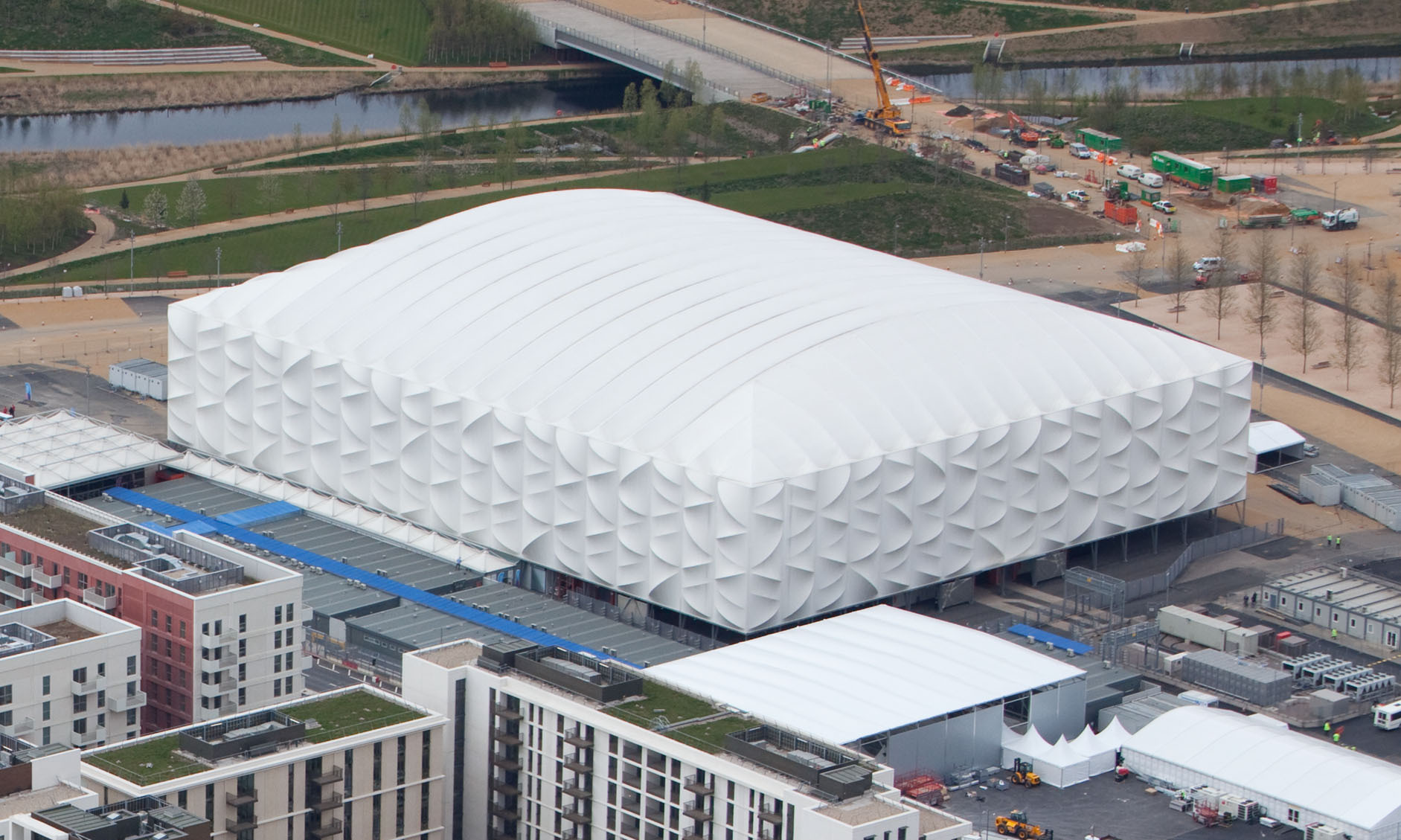
Баскетбольна арена

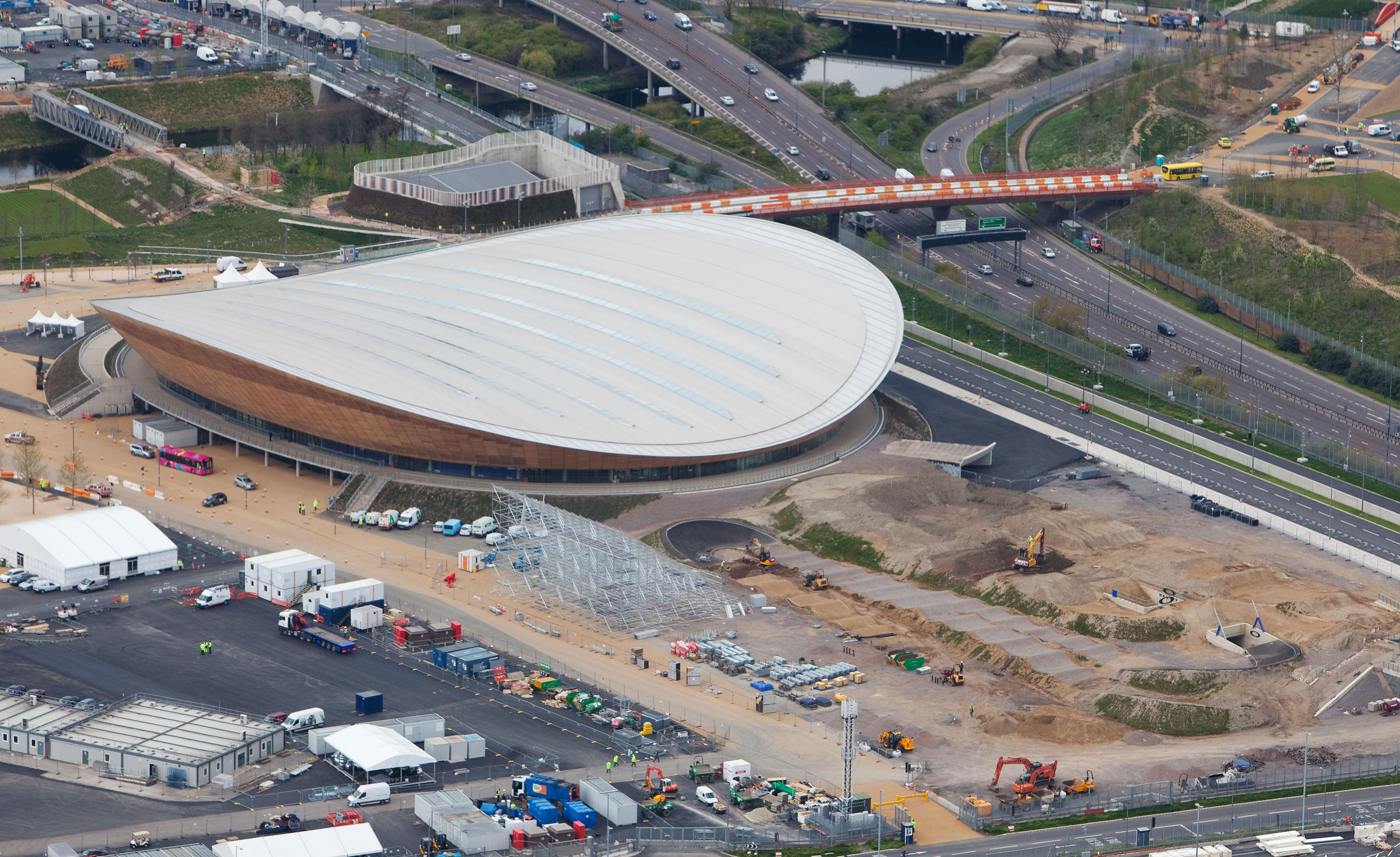
Лондонський велопарк

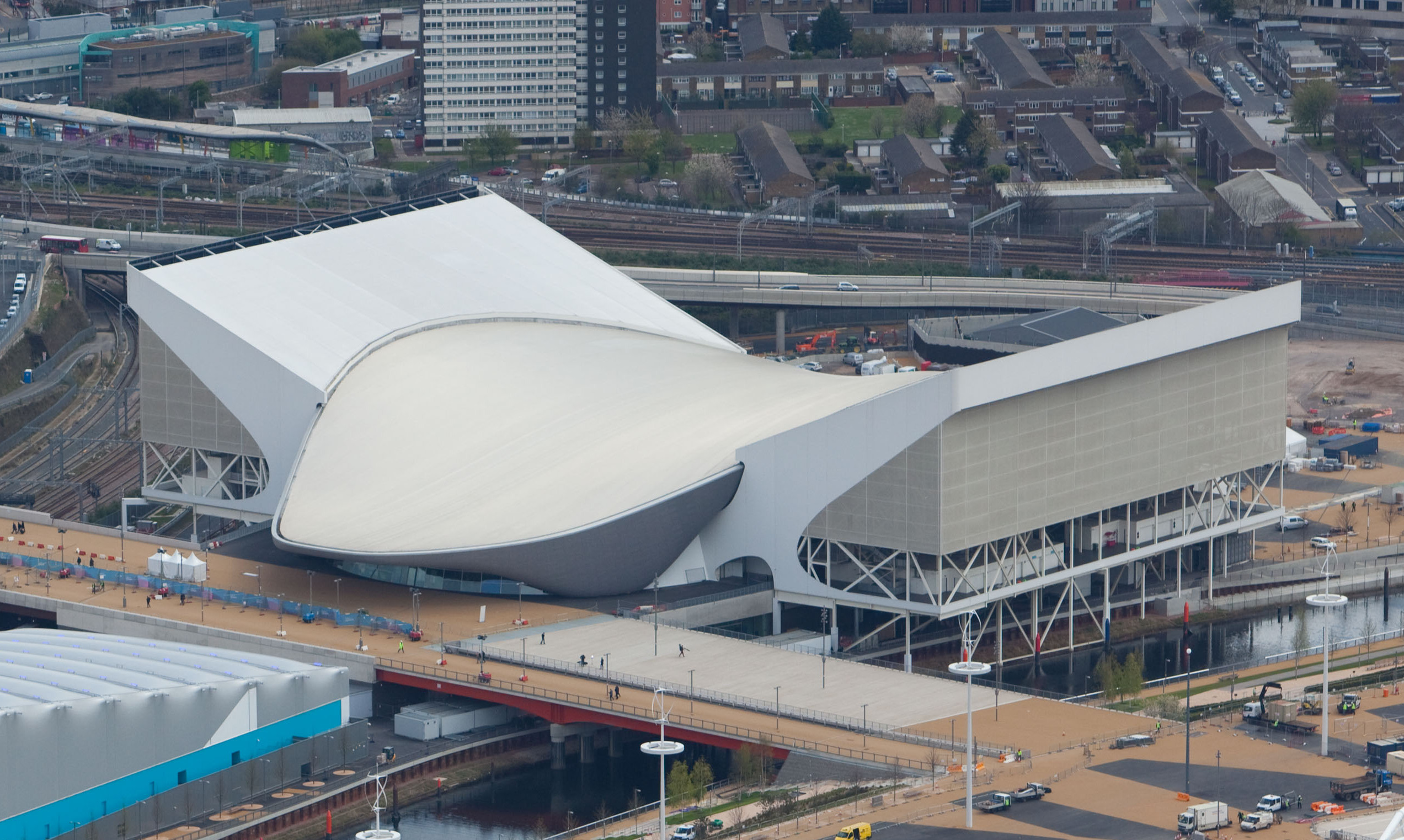
Центр водних видів спорту

Олімпійська зона займає площу понад двох квадратних кілометрів. Вона розташована в Олімпійському парку у Стретфорді.
| Об'єкт                      | Дисципліни                                                                    | Дисципліни                                          | Місткість               |
| Об'єкт                      | Олімпійські ігри                                                              | Паралімпійські ігри                                 | Місткість               |
| --------------------------- | ----------------------------------------------------------------------------- | --------------------------------------------------- | ----------------------- |
| Баскетбольна арена          | Баскетбол, Гандбол (фінали)                                                   | Баскетбол на візках, Регбі на візках                | 12 000 (ОІ) 10 000 (ПІ) |
| Ватерпольна арена           | Водне поло                                                                    | -                                                   | 5 000                   |
| «Ітон Менор»                | -                                                                             | Теніс на візках                                     | 10 500                  |
| «Копер Бокс»                | Гандбол, Сучасне п'ятиборство (фехтування)                                    | Голбол                                              | 7 000                   |
| Лондонський велопарк        | Велоспорт (BMX, велотрек)                                                     | Велоспорт (велотрек)                                | 6 000                   |
| Олімпійський стадіон        | Легка атлетика, церемонії відкриття і закриття ігор                           | Легка атлетика, церемонії відкриття і закриття ігор | 80 000                  |
| Олімпійський хокейний центр | Хокей на траві                                                                | Футбол (5 x 5), Футбол (7 x 7)                      | 16 000                  |
| Центр водних видів спорту   | Плавання, Синхронне плавання, Стрибки у воду, Сучасне п'ятиборство (плавання) | Плавання                                            | 17 500                  |

- Олімпійське селище, з приміщеннями для спортсменів та офіційних осіб команди (близько 17 320 ліжко-місць). Після ігор селище стане частиною проекту розвитку «Stratford City (англ) рос.». На будівництво на місці колишнього залізничного товарного двору на схід від Олімпійського парку було виділено кілька мільярдів фунтів стерлінгів. Акредитовані технічні посадові особи — рефері, суддя та інші — розташовуються в готелях у районі Доклендс.

- Олімпійські прес-центри та центри трансляції.

### Річкова зона
| Об'єкт                             | Дисципліни                                                                     | Дисципліни                                                                     | Місткість               |
| Об'єкт                             | Олімпійські ігри                                                               | Паралімпійські ігри                                                            | Місткість               |
| ---------------------------------- | ------------------------------------------------------------------------------ | ------------------------------------------------------------------------------ | ----------------------- |
| Виставковий центр Лондона          | Бокс, Боротьба, Важка атлетика, Дзюдо, Настільний теніс, Тхеквондо, Фехтування | Бочче, Важка атлетика, Дзюдо, Волейбол, Настільний теніс, Фехтування на візках | 5 000 — 10 000          |
| Гринвіцький парк                   | Кінний спорт, Сучасне п'ятиборство (біг, виїздка, стрільба)                    | Кінний спорт                                                                   | 23 000 (ОІ) 6 000 (ПІ)  |
| Королівські артилеристські казарми | Стрільба                                                                       | Стрільба з лука, Стрільба                                                      | 7 500 (ОІ) 5 000 (ПІ)   |
| «Норз Гринвіч Арена»               | Баскетбол (фінали), Гімнастика (спортивна, стрибки на батуті)                  | Баскетбол на візках                                                            | 20 000 (ОІ) 18 000 (ПІ) |

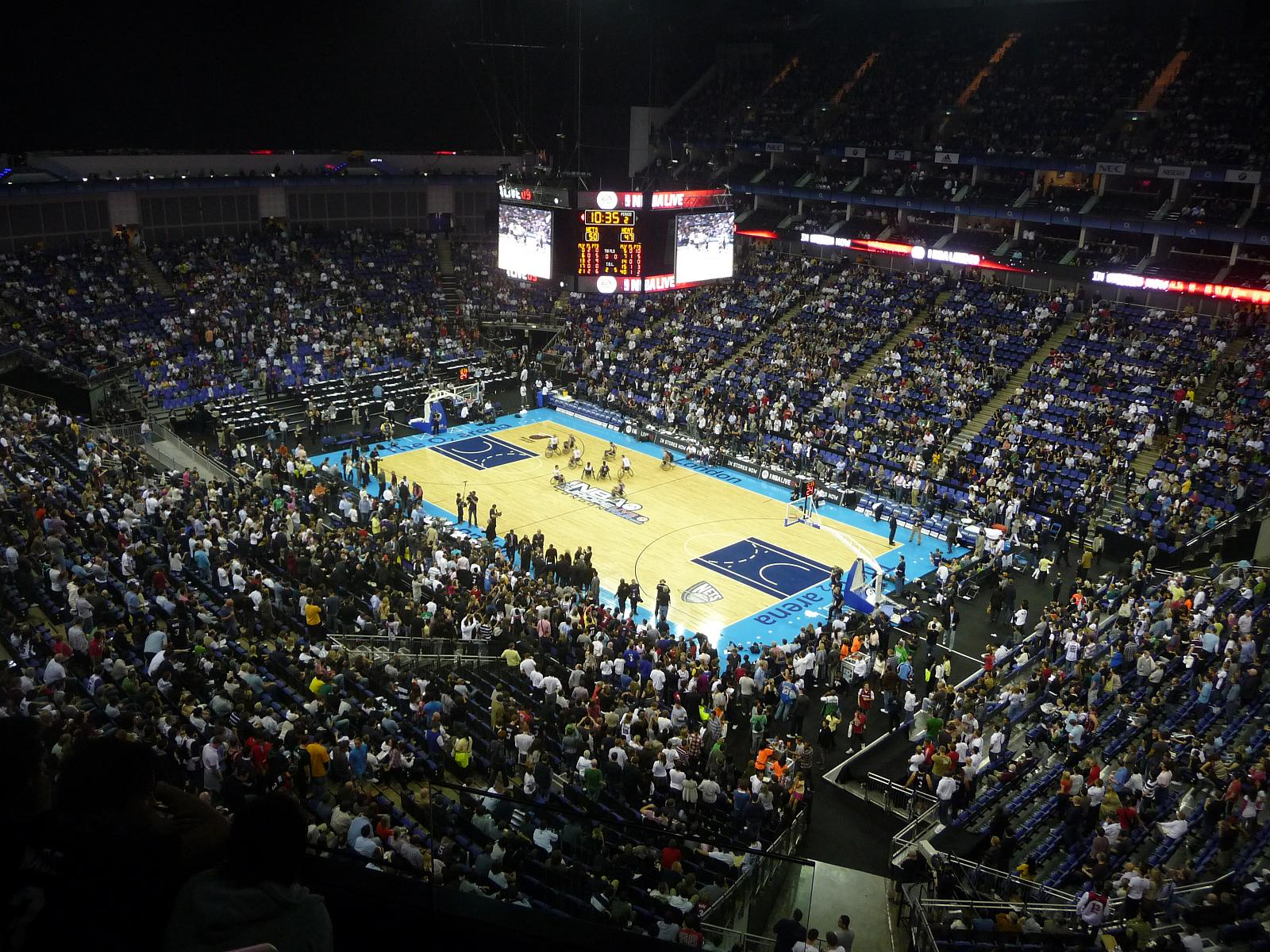
«Норз Гринвіч Арена»

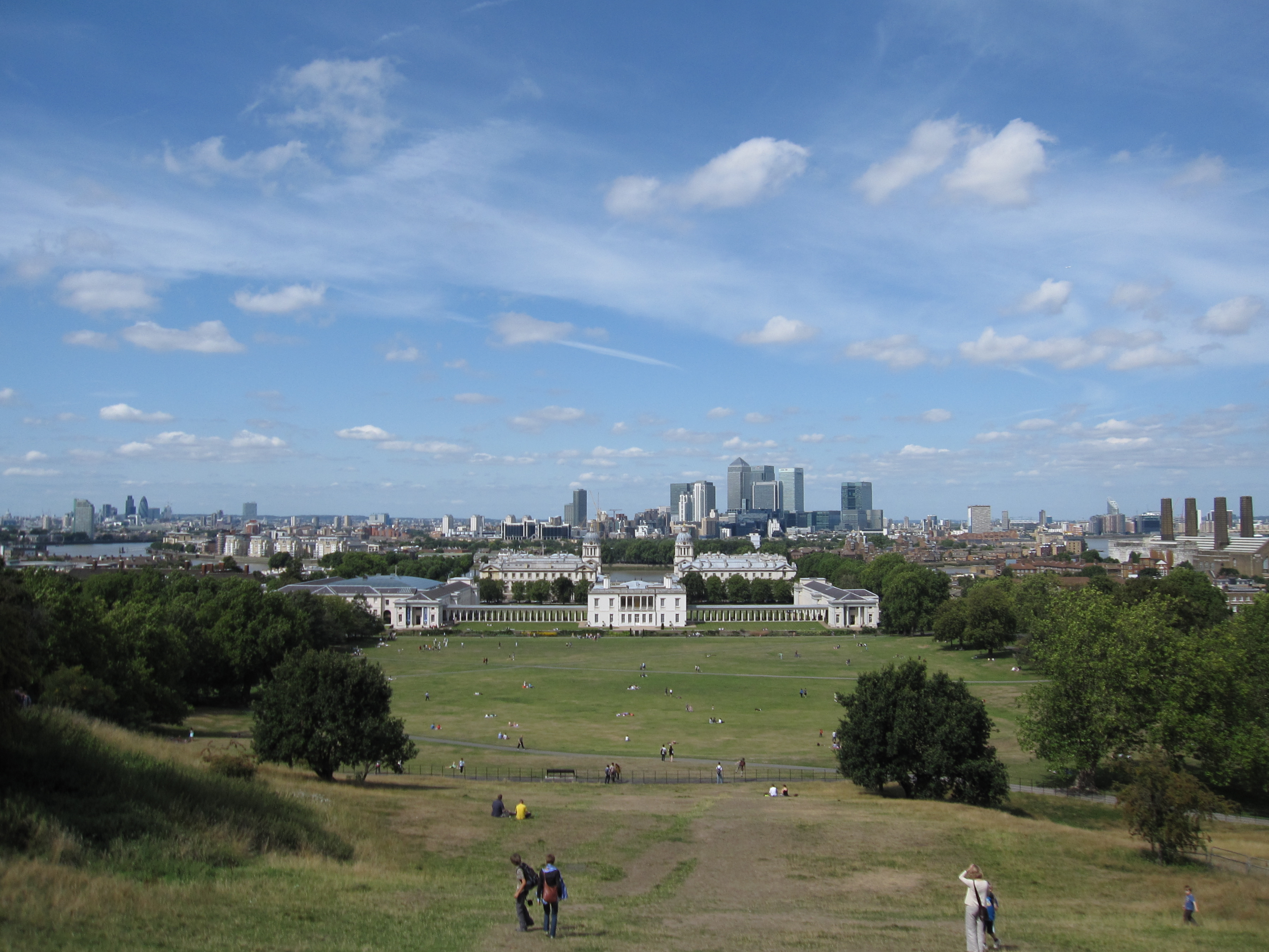
Гринвіцький парк

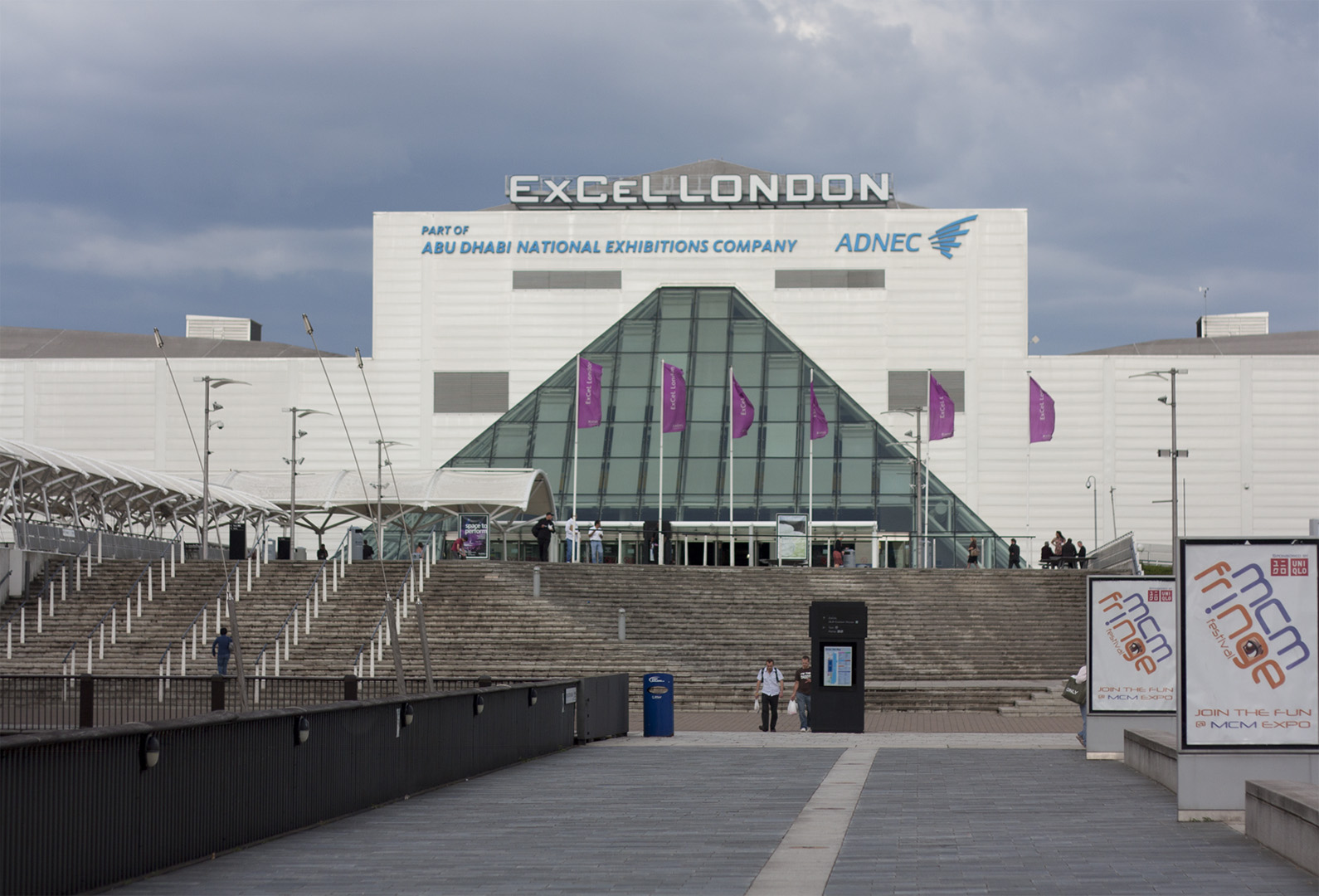
Виставковий центр Лондона

У початковому плані Річкової зони передбачалася спорудження об'єкта на 6000 посадочних місць під назвою «Північна арена Гінвіча 2» поруч з «O2 ареною» («Північна арена Гінвіча 1») для проведення змагань з бадмінтону та художньої гімнастики. Однак вартість проекту привела до пошуку альтернативного рішення, в кінцевому підсумку спорудження арени було скасовано і передано заплановані заходи на цій арені на Вемблі

### Центральна зона

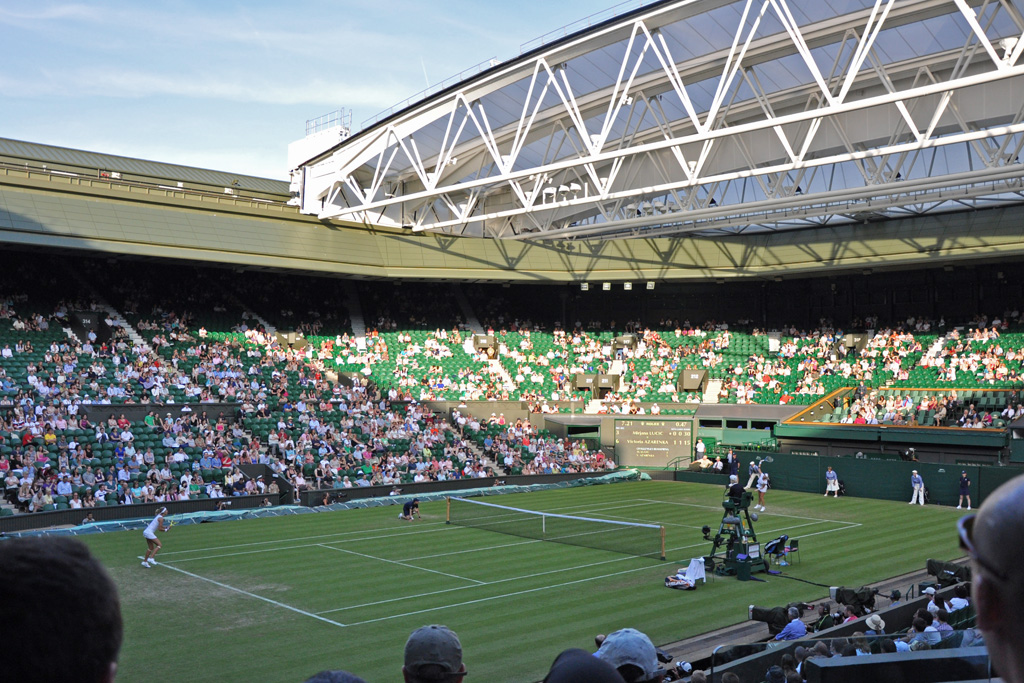
Всеанглійський клуб лаун-тенісу і крокету

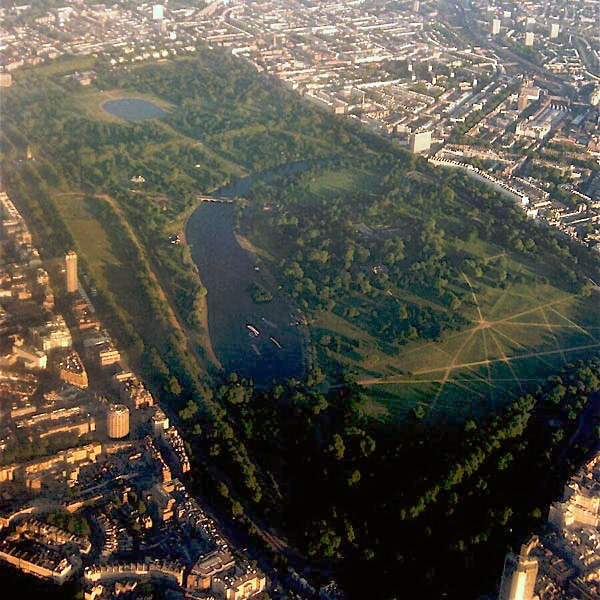
Гайд-парк

| Об'єкт                                    | Дисципліни                      | Дисципліни          | Місткість |
| Об'єкт                                    | Олімпійські ігри                | Паралімпійські ігри | Місткість |
| ----------------------------------------- | ------------------------------- | ------------------- | --------- |
| Вемблі Арена                              | Бадмінтон, Гімнастика (художня) | -                   | 5 000     |
| Стадіон «Вемблі»                          | Футбол (фінал)                  | -                   | 90 000    |
| Виставковий центр Ерлс Кот                | Волейбол                        | -                   | 15 000    |
| Всеанглійський клуб лаун-тенісу і крокету | Теніс                           | -                   | 30 000    |
| Гайд-парк                                 | Плавання (марафон), Тріатлон    | -                   | 3 000     |
| Стадіон Lord's Cricket Ground             | Стрільба з лука                 | -                   | 6 500     |
| Марафонський маршрут                      | Легка атлетика (марафон)        | -                   | -         |
| Ріджентс-парк                             | Велоспорт (шосе)                | -                   | -         |
| Horse Guards Parade                       | Волейбол (пляжний)              | -                   | 15 000    |

### Поза Великим Лондоном

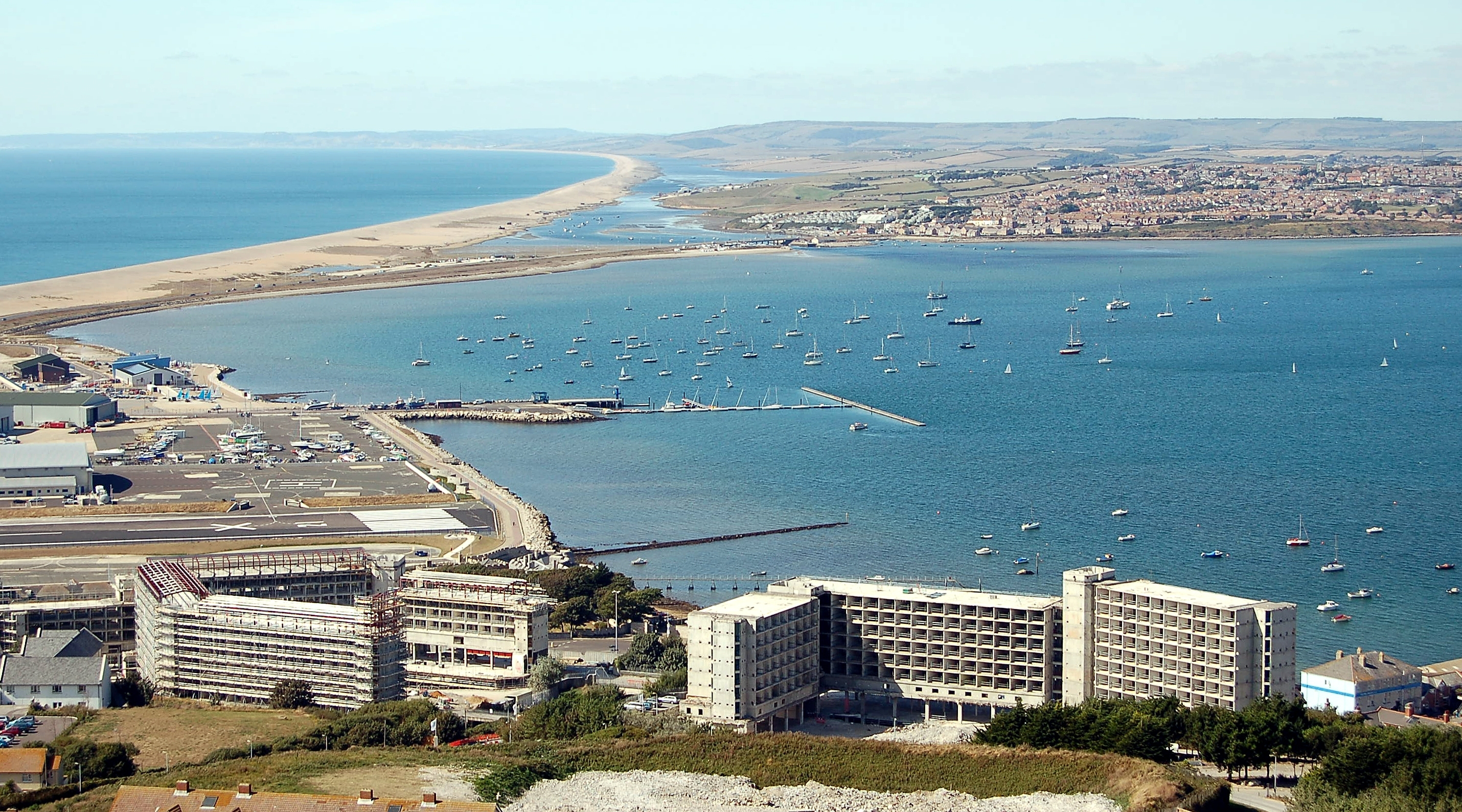
Національна академія вітрильного спорту Веймута та Портленда

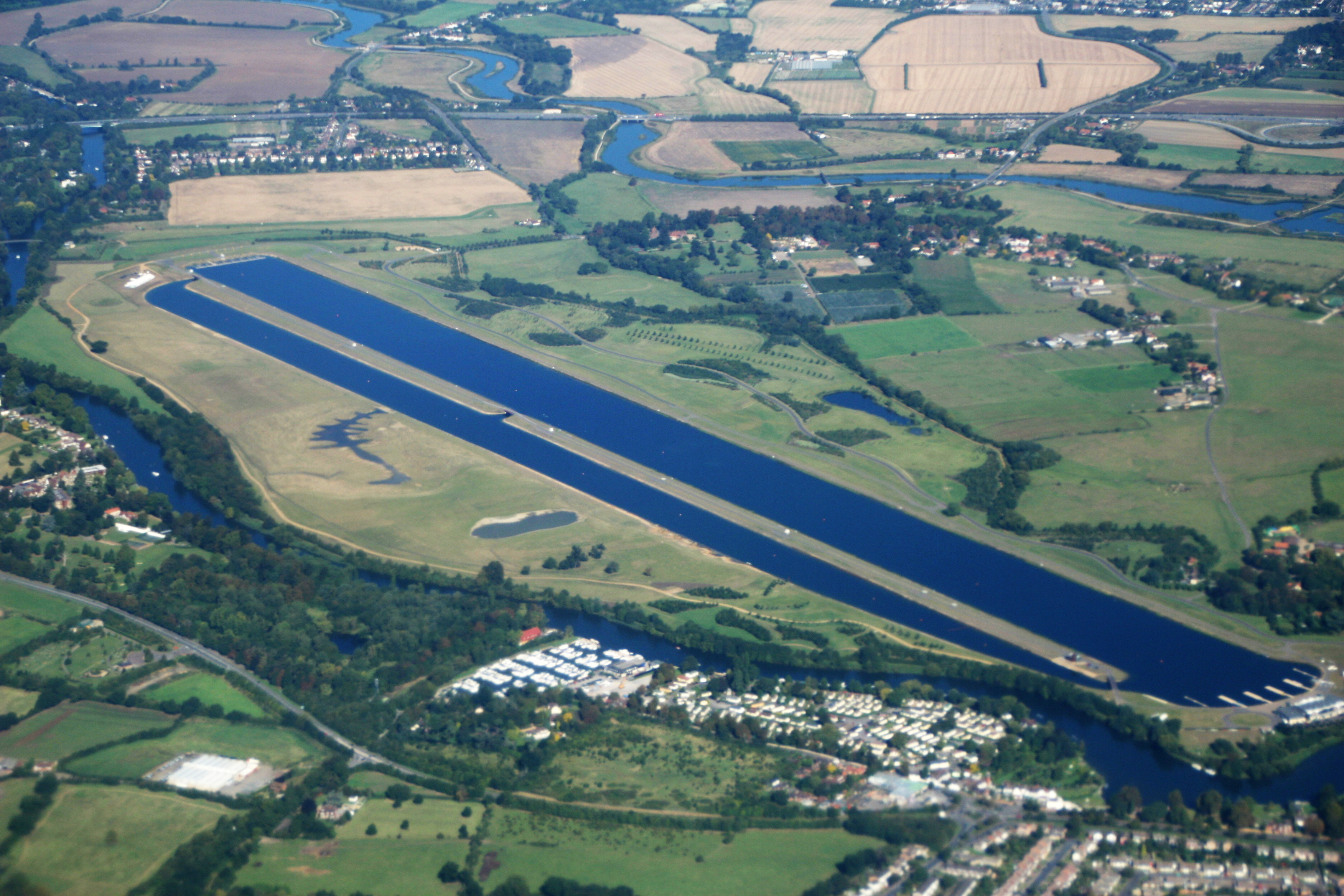
Озеро Дорні

| Об'єкт                                                       | Дисципліни                                                       | Дисципліни            | Місткість              |
| Об'єкт                                                       | Олімпійські ігри                                                 | Паралімпійські ігри   | Місткість              |
| ------------------------------------------------------------ | ---------------------------------------------------------------- | --------------------- | ---------------------- |
| Брендс-Хетч                                                  | -                                                                | Велоспорт (шосе)      | -                      |
| Озеро Дорні                                                  | Веслування на байдарках та каное (спринт), Академічне веслування | Академічне веслування | 30 000 (ОІ) 6 000 (ПІ) |
| Національна академія вітрильного спорту Веймута та Портленда | Вітрильний спорт                                                 | Вітрильний спорт      | 4 600 (ОІ) 17 400 (ПІ) |
| Ферма Хедле                                                  | Велоспорт (маунтін байк)                                         | -                     | 15 000                 |
| Центр каное Lee Valley White Water                           | Веслування на байдарках та каное (слалом)                        | -                     | 12 000                 |

### Футбольні стадіони
Ранні стадії олімпійських змагань з футболу проходять на футбольних стадіонах по всьому Сполученому Королівству, які наведені в таблиці нижче. Футбольний фінал пройде на дев'яносто тисячному стадіоні Вемблі:

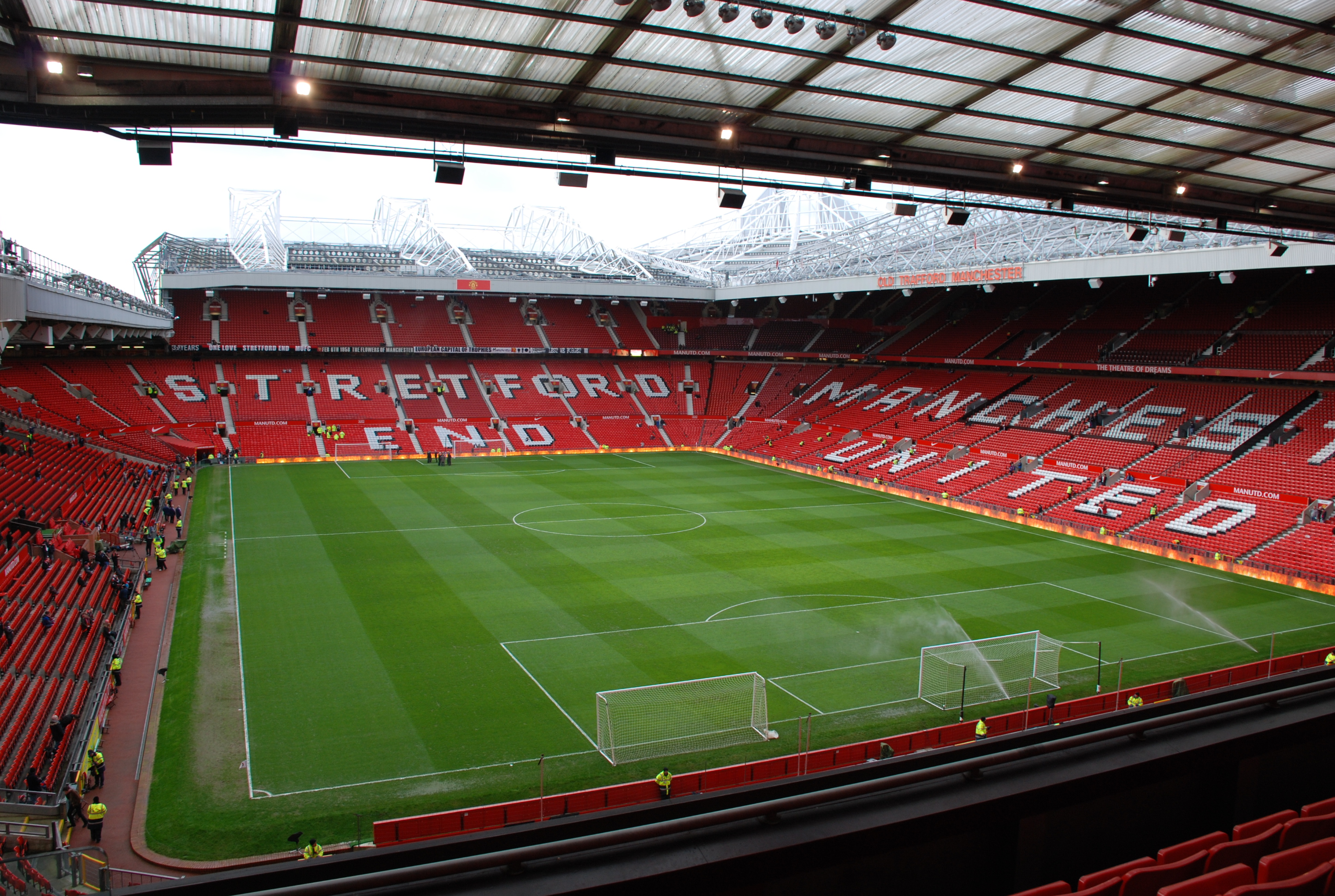
Стадіон «Олд Траффорд»

| Стадіон                    | Місткість |
| -------------------------- | --------- |
| Гемпден-Парк               | 52 000    |
| Стадіон «Мілленіум»        | 74 600    |
| Стадіон «Олд Траффорд»     | 76 000    |
| «Сент-Джеймс Парк»         | 52 409    |
| Стадіон «Сіті оф Кавентрі» | 32 500    |

## Олімпійське і Параолімпійське селище
- В селі є 17 320 ліжкомісць і кожному спортсмену забезпечена площа в 16 квадратних метрів.

- 3300 квартир

- У кожній квартирі є телевізор, доступ в інтернет, а також приватний дворик.

- Їдальня обслуговує 5500 спортсменів одночасно.

Труднощі забудовників (компанії Lend Lease Group (англ)) в зборі коштів для села (один з найбільших об'єктів підготовки до Олімпіади 2012) привели до скорочення розмірів села майже на 25 %. Це було досягнуто переважно шляхом надання житла тільки спортсменам що змагаються у Лондоні. Ті ж спортсмени, що беруть участь у заходах за межами Великого Лондона повинні були бути розміщені в іншому місці. Після досвіду Пекіна-2008 (і зокрема зауважень Міжнародного олімпійського комітету і Жака Рогге, що стосуються розташування спортсменів) цей компроміс мав бути переглянутий, а фінансові проблеми вирішені..

## Транспорт та інфраструктура
Громадський транспорт, якому була дана погана оцінка при розгляді заявки в МОК, зазнав безліч поліпшень, у тому числі розширення лінії Іст-Лондон, Модернізація Доклендского легкого метро та лінії Північний Лондон, Новий шаттл «Olympic Javelin» (Олімпійське спис). Майже неможливо оцінити, що із запропонованих поліпшень відбулися б в будь-якому випадку. Заявка на Ігри виграла без зобов'язань по створенню Crossrail в 2012 році. Це найбільший транспортний проект, запропонований до реалізації в Лондоні, і було прийнято вважати, на ранніх стадіях процесу переговорів, що заявка на Ігри не може перемогти без гарантії, що цей проект буде завершений до Олімпіади.
На весь час гри, 80 % спортсменів знаходяться в 20 хвилинах їзди від місця проведення своїх змагань, а 97 % в 30 хвилинах їзди. Всі разом National Rail, Легкорельсовому метро і підземне метро (за винятком Crossrail) надають на час Ігор близько 240 поїздів на годину.

### Додаткова інформація
- 93 % місць проведення заходів в 30 хвилинах їзди від Олімпійського селища.
- 90 % місць обслуговуються трьома або більше видами громадського транспорту.
- Є дві великі перехоплюючі парковки на трасі М25 із загальною місткістю в 12 000 автомобілів, в 25 хвилинах їзди від Олімпійського парку.
- Є також перехоплююча парковка на 9000 машин в Еббсфліт, де глядачі можуть сісти на шаттл «Olympic Javelin» в 10 хвилинах їзди від Олімпійського парку. Це та ж ділянка, де глядачі, які подорожують по Eurostar можуть сісти на даний шаттл.
- Прогнозується, що в дні заходів 78 % глядачів, ймовірно, будуть з Лондона і 22 % з іншої частини Великої Британії та інших країн.
- Організатори припускають, що 80 % відвідувачів та учасників ігор будуть використовувати залізничний транспорт для досягнення Олімпійського парку.
- Низький або нульовий рівень викидів в атмосферу транспортних засобів, що використовуються для перевезення олімпійських спортсменів і офіційних осіб.